# Ulderico Tegani
Ulderico Tegani (Parma, 11 maggio 1877 – Milano, 26 gennaio 1951) è stato un giornalista, scrittore e romanziere italiano.

## Biografia
Nato da Luigi e da Adele Sommavilla, entrò nel giornalismo nel 1898 come redattore del quotidiano Veneto di Padova, per poi passare alla Libertà di Piacenza e al Il Gazzettino di Padova. Dal 1912 al 1924 fu redattore del quotidiano Corriere della Sera a Milano, città dove si stabilì per tutta la sua carriera giornalistica.
Nel 1918, nel corso della Prima guerra mondiale, fu nella redazione del settimanale di trincea della IV Armata italiana Il razzo (F.lli Geroldi, Brescia).
Nel 1919 pubblica il primo romanzo, L'uomo nudo, con Sonzogno, a cui segue nel 1922 il romanzo umoristico, Pugno di ferro: il romanzo, illustrato da Carlin, è pubblicato a puntate sul settimanale Numero e successivamente, ne Il romanzo di Numero del 1922. 
Precedentemente, nel 1920, pubblica il suo primo racconto, Il sole spento, su Romantica, periodico quindicinale diretto da Enrico Cavacchioli. Il racconto rientra a pieno titolo nel filone fantascientifico-catastrofista, ma l’autore lo utilizza per la sua satira sociale e politica, ambientando la vicenda del sole che improvvisamente si spegne nella vita culturale e politica della Milano del 1920 a lui contemporanea. E fa senza esitazione nomi e cognomi.
Fu ampia la collaborazione con quotidiani e riviste, fra i quali La Lettura, il Corriere dei Piccoli, L'Illustrazione Italiana, il Radiocorriere, il mensile del Comune di Milano Milano per il quale scrive per lunghi anni articoli di cultura e di costume.
Muore a Milano dopo lunga malattia nel 1951.